# Johannes Justus von Landsberg

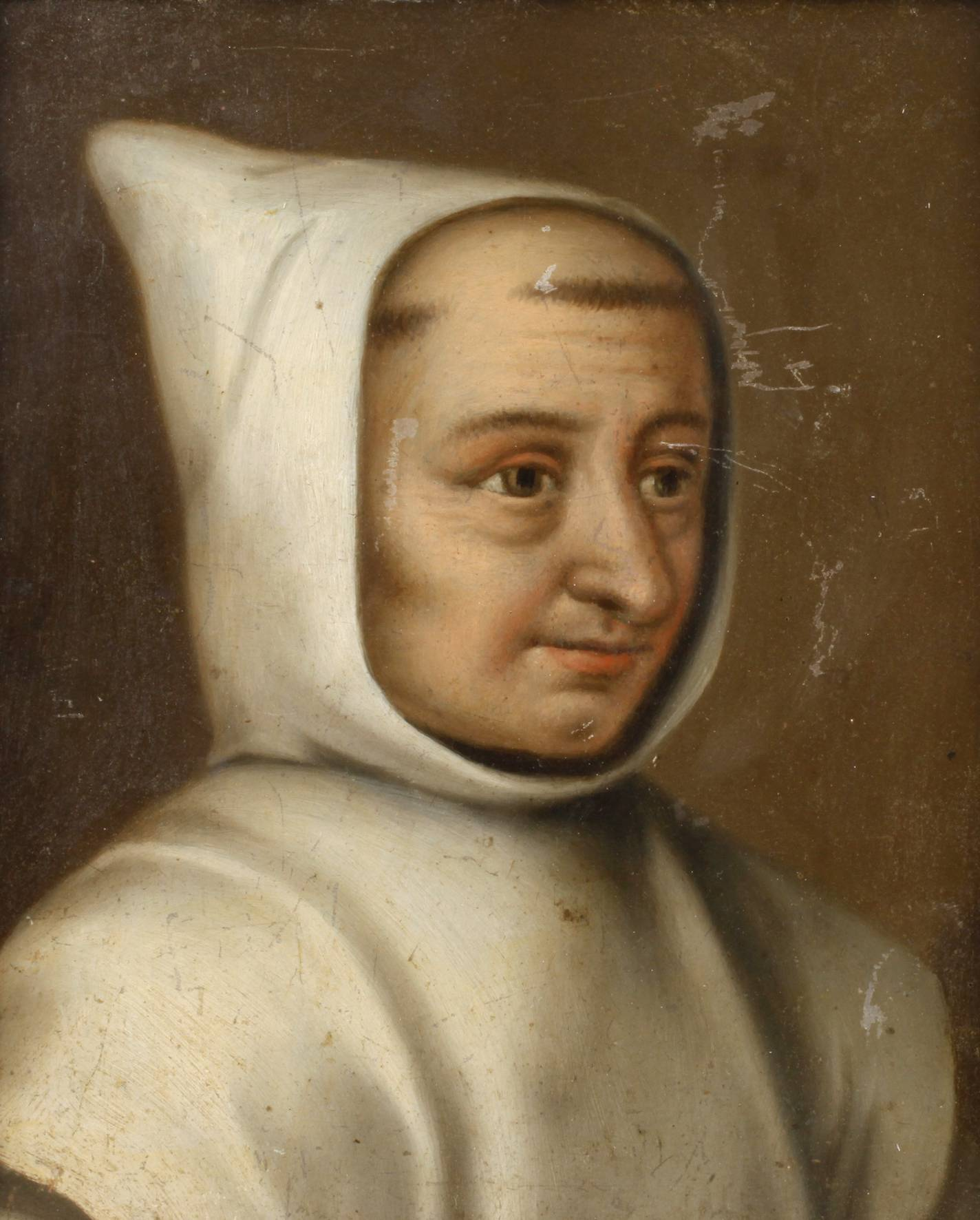
Johannes Justus von Landsberg

Johannes Justus von Landsberg (eigentlich Johannes Gerecht, meist Lanspergius genannt) OCart (* um 1490 in Landsberg am Lech; † 10. August 1539 in Köln) war ein deutscher Kartäusermönch, der mit seinen Schriften eine herausragende Bedeutung in der Herz-Jesu-Frömmigkeit und -Theologie besitzt.
Landsberg ist nicht mit dem etwa eine Generation älteren Humanisten Johannes Landsberger zu verwechseln, der ebenfalls aus Landsberg am Lech stammte und 1494 im Umfeld der Universität Leipzig einen „Dialogus“ zur Ehrenrettung der Dichtkunst schrieb.

## Leben
Lanspergius schrieb sich am 28. April 1507 in die Artistenfakultät der Kölner Universität ein und wurde dort am 12. Juli 1508 zum Bakkalaureus promoviert. Der Zeitpunkt seines Eintritts in den Kartäuserorden ist ungewiss, jedoch wurde er 1509 zur Profess in der Kölner Kartause zugelassen, wo er 1523 zum Vikar und Novizenmeister ernannt wurde. Von 1530 bis 1534/1535 war er Prior der Kartause Vogelsang bei Jülich. Aufgrund seiner schlechten Gesundheit kehrte er nach Köln zurück und wurde dort erneut Vikar. Sein Gesundheitszustand verbesserte sich aber nicht. Landsberg starb im Jahr 1539.
Typisch für Landsberg war die Herz-Jesu-Verehrung, für die er auch die jungen Jesuiten Petrus Faber und Petrus Canisius begeistern konnte. Zu seinen vielrezipierten Werken über das Herz Jesu gehört etwa die Schrift Divini amoris pharetra (Köcher der Liebe Gottes). Er war der erste Herausgeber der Offenbarungen und geistlichen Übungen der Gertrud von Helfta. Durch den Umfang und die Zahl der Übersetzungen und Nachdrucke seiner Veröffentlichungen nimmt Lanspergius unter den Figuren der frühen katholischen Reform einen bedeutenden Platz ein.

## Werke (Auswahl)
- Dialog zwischen einem lutherischen Soldaten und einem Mönch über das Klosterleben
- Ansprachen Christi an eine gläubige Seele (Alloquia Christi ad animam fidelem)
- Anleitung zur Gottseligkeit
- Candela evangelica (²Köln 1527) (digital)
- Eyn schöne underrichtung, was die recht ewangelisch geistlicheit sy und was man von den clösteren halten soll (1528) (digital)
- Vita servatoris nostri Iesu Christi in XV meditationes distincta (Köln 1529) (digital)
- Rosarium mysticum (Köln 1531)
- Eyn Schatzboechlyn der Gotlicher lieffden (Köln 1532) (digital)
- Effusiones cordis devotissime
- Sechs rosenkrentzlyn (Köln 1533)
- Pharetra divini amoris (²Köln 1533) (digital)
- De agone seu passione Christi libri tres (Köln 1536) (digital)
- Spiegel der euangelischer volkommenheit (Köln 1536) (digital)
- Enchiridion Militiae christianae (Köln 1538)

## Ausgaben Gesammelter Werke
- Bruno Loher (Hrsg.): Opera omnia, 4 Bände; Köln 1554–1555
- Georges Garnefeld (Hrsg.): Opera omnia, 5 Bände; Köln 1630; weitere Ausgaben in 5 Bänden Köln 1693 und Montreuil-sur-Mer 1888–1890